# Cama de gato
 (срп. Колевка мачака) бразилска је теленовела, продукцијске куће Реде Глобо, снимана 2009. и 2010.

## Синопсис
Густаво Брандао је богаташ скромног порекла, власник империје парфема Аромас којом управља заједно са Алсином Родригезом, његовим најбољим пријатељем из детињства. Ожењен је амбициозном Вероником, која се удала за њега да би спасла себе и свог оца од банкрота. Густаво води празан живот, без емоција и емпатија, живот посвећен послу који га је спасао од беде, али га и претворио у хладног човека жељног моћи.
Видевши безличан живот којим живи, Алсино одлучује да Густава пошаље у пустињу, са намером да он размисли о себи и свом животу, својим поступцима, да се сети самог себе какав је био пре него што је постао познат и празан. Смишља план уз помоћ Густавовог брата Давија и супруге Веронике. Њихов разговор начује скромна чистачица Роуз, која упозорава Густава да му његови најближи спремају замку, али јој он не верује. Вероника користи Алсинов план и уз помоћ свог љубавника Роберта, одлучује да се заувек реши Густава и да коначно наследи његову фирму.
Игром случаја, један модел гине и за њено убиство је осумњичен познати Густаво Брандао, који је нестао, а касније проглашен мртвим. Схвативши замку коју су му поставили, Густаво одлучује да открије цео клупко лажи уз помоћ Росе. Препрека ће му бити љубав коју и даље осећа према Вероники.
Игра мачке и миша може да почне…

## Улоге
| Глумац:           | Улога:                               |
| ----------------- | ------------------------------------ |
| Маркос Палмејра   | Густаво Алмеида Брандао              |
| Камила Питанга    | Розенилде Роуз Переира               |
| Паола Оливејра    | Вероника Тардиво                     |
| Кармо Дала Векија | Алсино Родригес                      |
| Елоиса Перисе     | Таис Елена Амансио Празерес Тибириса |
| Аилтон Граса      | Жозе Себастијао Тијао дос Сантос     |
| Дуду Азеведо      | Роберто Алвес Мореира                |
| Анжело Антонио    | Дави Алмеида Брандао                 |
| Исабела Гарсија   | Маријана Мари Антунес Сампајо        |
| Пауло Гулар       | Северо Тардиво                       |
| Паула Бурламаки   | Софија де Брито Брандао              |
| Роси Кампос       | Женовева Амансио                     |
| Летисија Биркејер | Наташа Вернер                        |
| Илва Нињо         | Ернестина Тина Празерес Тибириса     |
| Тони Торнадо      | Периклес Тибириса                    |
| Раинер Кадете     | Нуно Алвес Мореира                   |